# Forces armées serbes
L'Armée serbe (en serbe : Војска Србије ou Vojska Srbije) est la force armée de la république de Serbie fondée en 1838. 
Descendante de l'armée de Yougoslavie, elle se donne pour mission la défense du territoire national, le maintien de la paix dans la région des Balkans et dans le monde ainsi que le soutien aux populations en cas de catastrophes naturelles. Elle s'articule autour de trois branches : l'Armée de Terre, l'Armée de l'Air et le Commandement de formation. Ayant été l'entité dominante des diverses Yougoslavie, la Serbie a logiquement hérité du gros des infrastructures et du matériel de la fédération, excepté les forces navales, le pays n'ayant aucun débouché maritime.

## Organisation
L'Armée serbe est organisée sur trois niveaux : stratégique, opérationnel et tactique. Ses sections comprennent l'infanterie, les unités blindées, l'artillerie, le génie, la défense anti-aérienne, l'aviation, la marine et la reconnaissance électronique. La base logistique centrale, la garde serbe et la brigade de transmission sont placées sous autorité directe du chef d'état-major de l'armée serbe.

### Armée de Terre
L'Armée de Terre est la plus ancienne branche des forces armées serbes. Son organisation, son armement et son équipement sont conçus en fonction des activités terrestres qui lui sont assignées. Elle se compose de quatre brigades terrestres, d'une brigade d'artillerie interarmes et d'une brigade spéciale placée sous le commandement du chef d'état-major de l'armée serbe. Elle dispose de deux bataillons de police militaire, d'un bataillon NBC, d'un bataillon de transmission et d'une flottille de rivière. Les brigades terrestres représentent le gros du dispositif terrestre et assurent la défense de leurs régions respectives. Leur organisation est très similaire, chacune des brigades se compose d'un bataillon de commandement, deux bataillons d'infanterie, un bataillon blindé, deux bataillons mécanisés, deux bataillons d'automoteurs d'artillerie, un bataillon de défense anti-aérienne, un bataillon du génie et un bataillon logistique. La brigade d'artillerie interarmes se compose de 3 bataillons équipés d'obusiers, d'un bataillon équipé de roquettes et d'un bataillon logistique.

### Armée de l'Air
L'Armée de l'Air est l'arme la plus récente et la plus sophistiquée des forces serbes. Elle se compose approximativement de 3 000 hommes et de 170 avions basés sur les bases de Batajnica et Kraljevo-Lađevci. Ces dernières années, la flotte a été considérablement modernisée. L'Armée de l'Air serbe possède sept escadres et sept unités au sol réparties sur les deux bases. La défense anti-aérienne est assurée par une brigade, équipée notamment de Kub-M et S-125 Neva, qui devrait être modernisée dans les années à venir. En outre, la force aérienne possède un bataillon de transmission, un bataillon du génie et un centre consacré à la reconnaissance aérienne.
La Serbie possède des drones chinois, le modèle  CH-92A, l'achat de ce drone a été aussi motivé par un transfert de technologie de la Chine vers la Serbie, la Serbie prévoit de devenir un producteur de drones civils et militaires. Certains drones ont déjà été conçus localement, ce sont principalement des mini drones de reconnaissance comme le Vrabac (en) ou le Pegaz (en). Mais des drones plus complexe ont également été produit comme le Miloš qui est un drone terrestre ou le Gavran-145 qui est un drone suicide.

### Commandement de formation
Le Commandement de formation est une innovation récente au sein des forces armées serbes. Il fut créé le 23 avril 2007, après fusion de plusieurs unités de l'Armée de Terre et l'Armée de l'Air. En tout sept centres de formation et 5 centres de formation spéciale furent regroupés dans la nouvelle entité. Le Commandement de formation gère l'entrainement et la formation des unités combattantes et du personnel militaire.

## Budget
L'évolution du budget de la défense serbe en milliards de dollars selon les données de la Banque mondiale est la suivante.
|      | Budget de la défense | % du PNB |
| ---- | -------------------- | -------- |
| 1997 | 0.914                | 3.78 %   |
| 1998 | 0.642                | 3.51 %   |
| 1999 | 0.737                | 4 %      |
| 2000 | 0.337                | 5.15 %   |
| 2001 | 0.494                | 4.02 %   |
| 2002 | 0.678                | 4.20 %   |
| 2003 | 0.730                | 3.44 %   |
| 2004 | 0.739                | 2.97 %   |
| 2005 | 0.629                | 2.27 %   |
| 2006 | 0.705                | 2.17 %   |
| 2007 | 0.971                | 2.25 %   |
| 2008 | 1.111                | 2.12 %   |
| 2009 | 0.974                | 2.15 %   |
| 2010 | 0.872                | 2.08 %   |
| 2011 | 0.986                | 2 %      |
| 2012 | 0.853                | 1.97 %   |
| 2013 | 0.919                | 1.90 %   |
| 2014 | 0.913                | 1.94 %   |
| 2015 | 0.724                | 1.82 %   |
| 2016 | 0.710                | 1.74 %   |
| 2017 | 0.801                | 1.83 %   |
| 2018 | 0.817                | 1.61 %   |
| 2019 | 1.143                | 2.21 %   |
| 2020 | 1.121                | 2.10 %   |
| 2021 | 1.270                | 2.08 %   |

## Industrie de la défense
Après de la dislocation de la Yougoslavie, la Serbie a hérité d’une part importante de l’industrie de défense yougoslave, ce qui en fait aujourd’hui le pays doté du plus grand secteur industriel militaire des Balkans. L'Institut Technique Militaire (en) joue un rôle central en offrant à cette industrie un centre de recherche et développement performant, capable de concevoir des systèmes complexes tels que des missiles longue portée, des systèmes d’artillerie ou encore des véhicules blindés modernes. De nombreuses entreprises comme Yugoimport (en), Zastava arms ou Krušik (en) permettent à la Serbie de maintenir une indépendance notable dans de nombreux domaines stratégiques.
La Serbie figure actuellement parmi les principaux fabricants de munitions de gros calibre en Europe. Héritière de l’expertise yougoslave, elle est capable de produire presque tous types de munitions de gros calibre ainsi que l’ensemble de la chaîne logistique associée, notamment les explosifs (TNT, RDX, nitrocellulose...), des charges propulsives, conteneurs à munitions et générateurs de gaz pour munitions d'artillerie (Base bleed (en)).
À partir de 2017, le gouvernement Serbe décide d'investir plus dans son industrie de l'armement en faisant un premier investissement de 47,5 millions €, de plus les entreprises de ce secteur ont investi sur leur fonds propre plus de 143 millions €. Ce grand apport de liquidité a permis de financer le développement de nouveaux équipements et la modernisation de ces derniers.

## Modernisation

### Armée de terre et organisation
Fin 2003, à la suite de la disparition de l'armée de Yougoslavie, l'Armée serbe s'est lancée dans un important processus de modernisation et de restructuration. La première étape de ce processus fut la réorganisation de toutes les unités et les structures de commandement afin de réduire les effectifs et de rendre l'armée plus manœuvrable et professionnelle. Cette opération fut réalisée en moins de 13 mois. La deuxième partie du plan, en cours, prévoit la mise au rebut de l'équipement et du matériel jugé obsolète. L'Armée serbe s'est engagée sur la voie de la professionnalisation qui devrait être effective en 2010 ; la conscription serait alors abandonnée. En 2010, l'armée serbe devrait atteindre les standards de l’OTAN et participer à des missions de maintien de la paix sous bannière onusienne. 
Un gros effort a été fait au niveau de leurs systèmes d'artillerie, un obusier automoteur a été développé vers 2006 le Nora B-52, en 2023 la Serbie dévoile le Nora B-52NG qui dispose d'une tourelle entièrement téléopérée. En plus de leurs obusiers les systèmes de lance-roquettes multiples ont également connu une modernisation comme le M-18 Oganj, LRSVM Morava, LRSVM Tamnava.
Les T-55 et M-60 APC, l'artillerie vétuste (D-30), les transports de troupes vétustes, etc. sont au fur et à mesure retirés et remplacés par du matériel neuf. Une tentative pour réutiliser les D-30 a été testée en les intégrant sur un châssis à roue mais ce projet a été abandonné. La Serbie a fait un véritable effort pour soutenir son industrie de l'armement locale en développant de nombreux nouveaux équipements. La plupart des T-55 et près de 50 T-72 devraient être vendus à des pays tiers. Les chars de combat principaux M-84 fabriqués localement sont progressivement modernisés en M-84AS1 et M-84AS2. Une trentaine de chars T-72 B1MS sont offerts par la Russie en 2016 avec des livraisons qui commencent à partir d'octobre 2020.
Les vieux véhicules blindés de transport de troupes et véhicules de combat d'infanterie (VCI) comme le BRDM-2 ou le BTR-50 peuvent être modernisés en très petite quantité, la plupart seront retirés du service tandis que les VCI M-80A seront modernisés et serviront pour 10 années supplémentaires. Parallèlement, des remplaçants sont créés notamment la série des blindés "Lazar" comme le Lazar BVT ou le Lazar 3, ces véhicules sont destinés à remplacer les APC et VCI. D'autres véhicules ont été créés par l'industrie Serbe comme le BOV M11 censé remplacé les BRDM-2 ainsi que le BOV M-16 censé fournir à l'infanterie un véhicule blindé polyvalent.
De nouveaux systèmes de défense conçus par la Serbie comme le missile longue portée ALAS, les missiles anti-char Bumbar et 9M119 Svir ou le UAV Gavran devraient prochainement entrer en service. Enfin en 2008, l'Armée de Terre devrait commander 200 nouveaux véhicules blindés à roues.

#### Armes légères
A partir de 1982 l'armée Yougoslave (puis serbe) adopte le Zastava M70 qui est une arme fortement inspiré du AK-47 et AKM. Plusieurs variantes vont être mise en service au cours de son histoire, les changements se concentreront surtout sur l'utilisation de nouveaux matériaux comme le polymère pour rendre l'arme plus légères.
En 2004 l'armée Serbe adopte officiellement le Zastava M21. L'arme est encore basé sur la plateforme AK mais avec plusieurs améliorations. Des rails picatinny ont installés pour accueillir des lunettes de visée et plusieurs types d’accessoire. Fait peu commun l'arme utilise un canon à rayures polygonales et il est chambré en 5,56 mm contrairement au 7,62 mm du M70.
En 2022 l'armée adopte comme nouvelle arme de service le Zastava M19 (en).

### Armée de l'air et défense aérienne

#### Défense aérienne

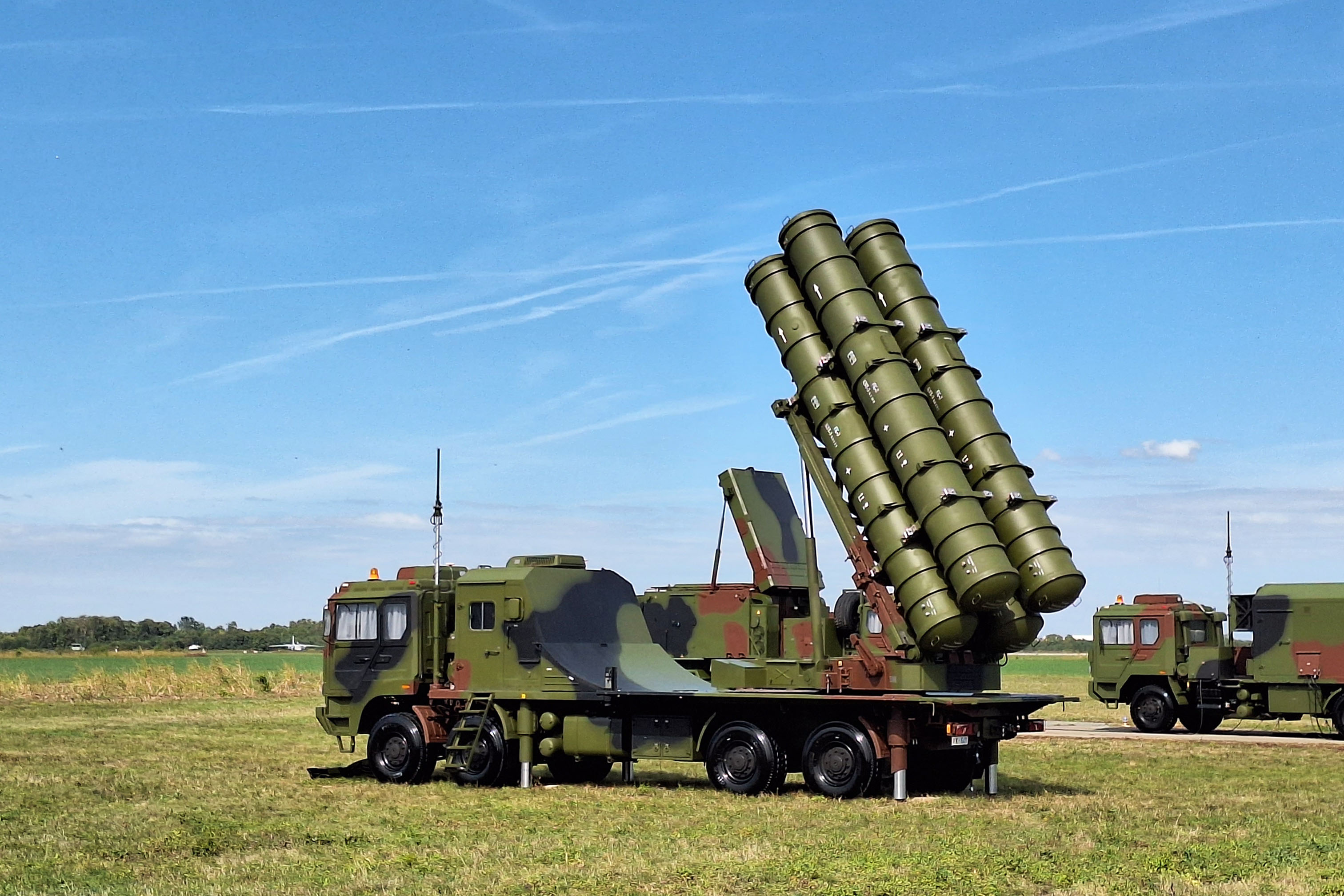
FK-3

Un gros effort a été mis au niveau des systèmes de défense anti-aérien car avant l'achat de nouveau matériel le pays dépendait de systèmes AA très anciens comme le S-125 qui a été mis en service en 1961. À partir de 2019, la Serbie trouve un nouveau fournisseur la Chine et plusieurs contrats d'armements vont être signés entre les deux pays. Officiellement, la première livraison de matériel lourd commence en 2020 avec l'achat de drones de combat CH-92 et CH-95. Le 30 avril 2022, les nouveaux systèmes de défense aérienne longue portée FK-3 (HQ-22) d’origine chinoise ont été exposés pour la première fois après leur arrivée dans le pays au début du mois, la plate-forme d'armes représentant de loin l'atout le plus important qui protège désormais l'espace aérien du pays. De plus, la Serbie a acquis et développé de nouveaux systèmes des défenses antiaériennes moyennes et courtes portée comme l'achat de plusieurs Pantsir russes ou la production du PASARS-16 viennent considérablement renforcer la défense du pays. En 2024 le pays reçoit des HQ-17E de la Chine qui est un véhicule anti aérien courte portée et qui est une évolution du Tor.

#### Avions de combat
L'Armée de l'Air s'est également engagée dans le processus de modernisation. Les G-4 Super Galebs ont été modernisés en G-4M, bien qu'étant très vieux ils servent d'avions d'entraînement pour les nouveaux pilotes tandis que les MiG-29 sont progressivement modernisés. Une commande d'une vingtaine de nouveaux chasseurs est prévue pour remplacer les vieillissants MiG-21 et J-22, ces derniers devant être retirés du service en 2010 mais une vingtaine de J-22 sont encore en service en 2024. En 2016, la Russie donne gratuitement 6 Mig-29 à la Serbie, ces avions font partie du même package que les chars T-72 qui avaient été offerts par la Russie.
En aout 2024, la Serbie choisit la France pour moderniser sa flotte avec une commande de 12 Rafale au standard F3 pour environ 2,7 milliards d'€. Parmi les 12 avions, 9 seront monoplace et 3 en configuration biplace. En septembre 2024 on apprend également que la Serbie serait en train de négocier avec la Grèce pour le rachat de 12 Mirage 2000-5, cet achat permettrait aux Serbes de se familiariser avec la technologie française avant la réception des Rafale qui ne sera pas avant 2028-2029,.

#### Flotte d'hélicoptères et autres aéronefs
En 2017, une commande est passée pour 9 hélicoptères H145M fabriqués par Airbus. L'objectif est de remplacer les hélicoptères Gazelle que les serbes affectionnent particulièrement mais qui deviennent très vieux. En 2023, le pays fait savoir qu'une discussion est en cours pour une commande supplémentaire auprès d'Airbus mais celle-ci n'est pas encore finalisée en décembre 2024.
En 2019 l'armée de l'air reçoit de la Russie 4 Mi-35M et 6 Mi-17V-5 à la suite de plusieurs accords de coopération entre les deux pays. L'accord prévoyant la livraison de sept autres hélicoptères a été annulé en raison de la menace de sanctions de la part des États-Unis,. Début 2024 un accord est passé avec la République de Chypre pour le rachat des 11 hélicoptères de combat Mil Mi-35 Hind contre la livraison de 24 obusiers automoteur Nora B-52 et 8 BOV M-16. Après la livraison et la remise en conditions la Serbie disposera d'une flotte de 15 hélicoptères de combat.
En 2022 plusieurs sources annoncent que la Serbie a passé auprès de l'Iran une immense commande de 20 000 drones kamikaze Shahed 136. Cependant, cette information n'a pas été confirmée officiellement et les drones iraniens n'ont pas encore fait d’apparition publique en Serbie fin 2024.

## Uniformes

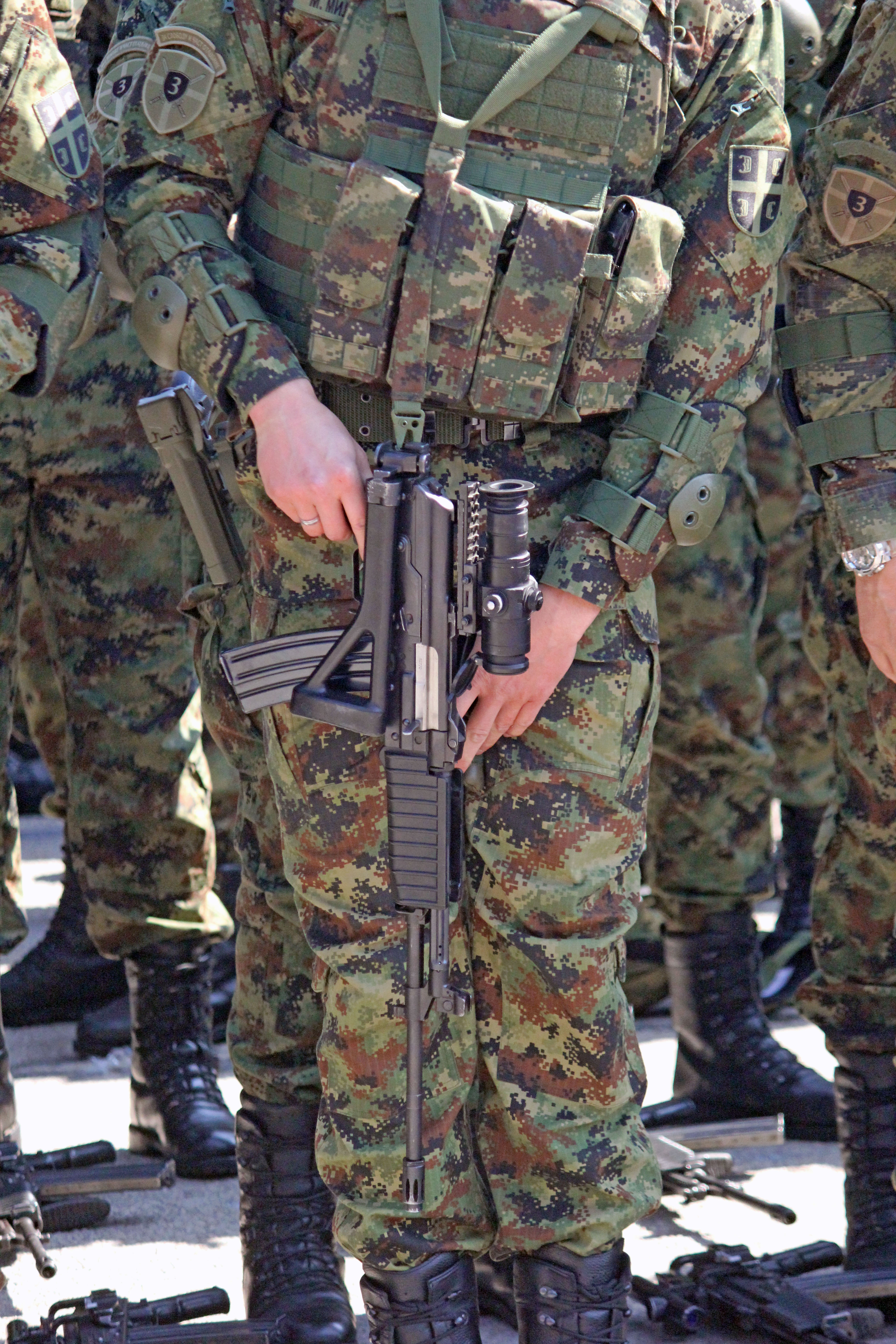
Camouflage M-MDU-02 en service depuis 2010.

L'armée serbe utilise différentes configurations de camouflages. En 2001, le M-02 et le nouveau KARST, dans une version modernisée de la « liste de Hrastov », furent introduits dans plusieurs unités d'élite. Les nouvelles tenues de camouflage M-03 et MDU furent mises en service en 2006 après une année de tests intensifs. La texture haute technologie employée pour la conception des M-03 offre une meilleure résistance à l'eau et une visibilité très basse pour tout type de détection : visuel, thermique, photo sensoriel et opto-électronique.
Les nouvelles tenues MDU comprennent cinq couleurs (noir, brun chocolat, gris vert et des bandes vert moyen sur fond vert clair) tandis que les motifs ont été prolongés horizontalement. Le modèle le plus utilisé à l'heure actuelle est le M-93, appelé officiellement « liste de Hrastov » ou plus communément « Jigsaw » ou « Puzzle ». C'est un modèle à cinq couleurs modernisé à de nombreuses reprises qui comptait à l'origine deux nuances : une brune (automne, hiver sans neige) et une verte (printemps, été). L'armée serbe emploie également le modèle « forêt et région boisée » de l'OTAN, des uniformes noirs pour les unités des forces spéciales, des tenues de camouflage blanc hiver et une grande variété d'autres uniformes.
Le M-MDU03 est actuellement principalement porté par les officiers, les soldats professionnels, les forces spéciales et anciennement par les troupes stationnées au Kosovo. Cependant, le commandement serbe n'a pas jugé qu'ils répondaient aux exigences fixées et a lancé le développement de nouveaux uniformes de combat et de cérémonie qui devraient équiper l'ensemble des troupes d'ici quelques années.